# Antonio Bonfadini
Antonio Bonfadini (Ferrara, c. 1400 - Cotignola, 1 de diciembre de 1482) fue un franciscano italiano. Es venerado como beato por la Iglesia Católica.

## Biografía
Nació en Ferrara a principios del siglo XV, ya adulto (1439) ingresó en el convento de los Frailes Menores de su ciudad. El 27 de mayo de 1458 recibió la ordenación sacerdotal en Bolonia.
A edad avanzada, fue a Tierra Santa. A su regreso, decidió instalarse en Cotignola, en la Romagna d'Este.
Murió en Cotignola el 1 de diciembre de 1482.

## Veneración
En 1495 su cuerpo fue trasladado a la nueva iglesia de los frailes menores, finalizada en ese año. Su cuerpo fue encontrado perfectamente conservado e incorrupto. La fama de un santo pronto se extendió por su figura. Los fieles que iban a rezar a su tumba se hicieron cada vez más numerosos. Los Frailes Menores decidieron celebrar su fiesta el lunes de Pascua, en recuerdo del día del traslado del cuerpo, que tuvo lugar el 14 de abril de 1495.
El 12 de abril de 1666 se inauguró la actual capilla, donde reposa el beato en una urna artística.
Siempre ha gozado de una enorme veneración en la localidad donde está enterrado, donde popularmente se le llama "el santo de Cotignola".
La Iglesia reconoció oficialmente su culto el 13 de julio de 1901.
En Cotignola, la memoria litúrgica del Beato Antonio se celebra en la iglesia de San Francisco, en forma de fiesta, cada 1 de diciembre. El pueblo lo recuerda sobre todo el lunes de Pascua, que en Cotignola se llama "Festa del Santo".